# Kartkowo
Kartkowo (kaszub. Kartkòwò) – stara osada kaszubska w Polsce, położona w województwie pomorskim, w powiecie bytowskim, w gminie Czarna Dąbrówka, na północno-wschodnim obrzeżu Parku Krajobrazowego Dolina Słupi w pobliżu drogi wojewódzkiej nr 212. 
W latach 1975–1998 osada administracyjnie należała do województwa słupskiego.
Na północ od osady znajduje się jezioro Długie.

## Zabytki
Według rejestru zabytków NID na listę zabytków wpisany jest zespół pałacowy z 2 poł. XIX w., nr rej.: A-619 z 30.12.1996: pałac i park.